# 鹅山街道
鹅山街道，是中华人民共和国广西壮族自治区柳州市柳南区下辖的一个乡镇级行政单位。

## 行政区划
鹅山街道下辖以下地区：
车辆厂社区、红岩社区、革新社区、板栗园社区、永前西社区、林溪社区、永前东社区和永前南社区。其中，车辆厂社区因辖区内柳州机车车辆厂而得名。